# Červená hora (Svitavská pahorkatina)
Červená hora (607 m n. m.) je vrch v okrese Svitavy v Pardubickém kraji. Leží asi 1,5 km jjz. od obce Mladějov na Moravě, vrcholem na katastrálním území Mladějova a svahy na území vsi Nová Ves.
Červená hora na severozápadě navazuje na blízký Mladějovský vrch (648 m n. m.).

## Geomorfologické zařazení
Geomorfologicky vrch náleží do celku Svitavská pahorkatina, podcelku Českotřebovská vrchovina, okrsku Hřebečovský hřbet a podokrsku Koclířovský hřbet.